# 4U 0142+61
4U 0142+61 är en magnetar på 13 000 ljusårs avstånd från jorden i stjärnbilden Cassiopeja. Objekten hade som stjärna en massa på ungefär 10 - 20 gånger solens massa. Stjärnan överlevde i omkring 10 miljoner år innan den kollapsade av sin egen massa i en supernovaexplosion och blev en magnetar. Detta skedde för ungefär 100 000 år sedan. 
I en artikel publicerad av Nature den 6 april, 2006, Deepto Chakrabarty et al. vid MIT presenterade upptäckten av en stoftring runt magnetaren. Denna ring består av material som kastades ut från stjärnan när den exploderade och upptäcktes med hjälp av det infraröda teleskopet Spitzerteleskopet. Detta tyder på att planeter kan uppstå i resterna av en supernovaexplosion, så kallade pulsarplaneter. Även om detta var den första gången en liknande ring upptäckts spekulerades det omedelbart om att de kan vara vanliga runt neutronstjärnor  då man tidigare har funnit tecken på att det tycks uppstå planeter runt neutronstjärnor. Man har till och med tidigare sett planeter runt en sådan (PSR B1257+12) men detta har orsakat stort huvudbry då sådana borde ha sprängts bort vid explosionen, upptäckten av denna stoftring öppnar för möjligheten att dessa planeter bildats efter explosionen.
Materian i stoftringen tros motsvara omkring 10 jordmassor och befinner sig ungefär 1,5 miljoner kilometer från 4U 0142+61. Möjligheterna för liv på planeter som bildas från detta stoft är dock exceptionellt dåliga på grund av den enormt intensiva joniserande strålningen i form av röntgen- och gammastrålning och motsvarande brist av vanligt ljus. Pulsarplaneter har benämnts som de mest ogästvänliga planeterna i hela universum.